# Ruth Ellis
Ruth Ellis, född 9 oktober 1926 i Rhyl, Wales, död 13 juli 1955 i London, var en brittisk nattklubbsvärdinna, mördare och den sista kvinnan som avrättades i Storbritannien.
Ellis var innehavare av nattklubben Little Club. Där lärde hon känna David Blakely, och de inledde en passionerad och stormig kärleksaffär. Under ett våldsamt gräl slog Blakely henne i magen så hårt att hon förlorade det barn hon väntade. Ellis misstänkte (oriktigt) att Blakely hade ett förhållande med en annan kvinna. Den 10 april 1955 väntade hon utanför hans bostad i Hampstead i norra London. Då han kom ut sköt hon honom med fem skott. Ett sjätte skott skadade en annan kvinna i tummen efter en rikoschett mot asfalten. Ellis bad sedan Blakelys vän tillkalla polis. När polisen kom stod Ellis kvar och sade: "Jag är skyldig. Jag är lite förvirrad." Ellis arresterades omgående. Rättegången blev mycket uppmärksammad. På frågan vad hennes avsikt var när hon avlossade skotten svarade hon: "Det är självklart att när jag sköt var min avsikt att döda honom." Dessa ord anses ha varit starkt avgörande till att hon dömdes till döden. Hon hängdes i Holloway-fängelset av Albert Pierrepoint den 13 juli 1955. Under såväl rättegången som avrättningen uppvisade hon ett anmärkningsvärt lugn. Premedicinerad med whiskey.
Berättelsen om hennes liv filmades 1985 som Dans med en främling med Miranda Richardson i huvudrollen. En miniserie om hennes liv, Fallet Ruth Ellis – en grym kärlek, hade premiär på ITV i februari 2025 med Lucy Boynton i rollen som Ruth Ellis.